# Anna Honzáková
Anna Honzáková (Kopidlno, 16 de noviembre de 1875-Praga, 13 de octubre de 1940) fue la primera médica checa en graduarse en una universidad checa, la Universidad Carolina de Praga, lo que hizo el 17 de marzo de 1902.

## Biografía
Anna Honzáková nació en una familia de médicos en el norte de Bohemia. Asistió a la escuela secundaria para niñas "Minerva Grammar", en Praga, que fue la primera de su tipo en Austria-Hungría. Después de graduarse de la escuela secundaria en 1895, quiso estudiar medicina como su hermano Bedřich (1870-1933). Su solicitud fue rechazada inicialmente, fue invitada a asistir a cursos de medicina como estudiante invitada en 1897. A Honzáková solo se le permitió asistir a conferencias, no a exámenes, pero esto cambió después de cinco años, cuando se le autorizó tomar los exámenes de todo lo que había estado estudiando. Con los decretos de 1897 y 1900 las mujeres pudieron estudiar regularmente en la Facultad de Filosofía (en ese momento incluidas las matemáticas y las ciencias naturales) y en la Facultad de Medicina. 
Fue la tercera mujer checa en obtener un diploma médico, aunque las dos primeras, Bohuslava Kecková (graduada en 1880 por la Universidad de Zúrich) y Anna Bayerová (graduada en 1881 por la Universidad de Berna), lo habían hecho en universidades suizas en lugar de checas, y habían tenido que ejercer en el extranjero porque sus doctorados no eran reconocidos en su patria.

## Trayectoria profesional
Después de graduarse, trabajó para Charles Maydl, el fundador de la cirugía y anestesiología checa, como aprendiza no remunerada, pero tuvo que irse cuando él murió y no pudo conseguir un puesto médico en el hospital civil. Por eso, Honzáková trabajó en una consulta ginecológica privada que abrió en la calle Moráni del centro de Praga durante treinta y cinco años, hasta su muerte. También fue la médica de la escuela Minerva Grammar.
Escribió una biografía de Anna Bayerová, así como una publicación sobre cómo proteger a los niños de la tuberculosis con Klementina Hanušová También creó un fondo para apoyar a las mujeres pobres y enfermas y creó el Club femenino checo. Presidió la Asociación de Médicas Checas, militó por la legalización del aborto clandestino y brindó conferencias masivas sobre anticoncepción y embarazos no deseados.
Se inauguró una placa conmemorativa en la casa de la calle Moráni donde ejerció; sin embargo, enumera erróneamente la fecha de su graduación como el 18 de marzo en lugar del 17 de marzo.

## Publicaciones
- Honzakova, Anna: Jak chraniti dite nakazy tuberkulozni : za lask kave soucinnosti. (Wie soll man das Kind vor der Tuberkulose schützen) / - Prag: Leschinger, 1903